# Cocaina
Cocaina is een lied van de Nederlandse rapper Kempi in samenwerking met het Nederlandse dj hiphopduo The Blockparty. Het stond in 2017 als negende track op de mixtape DU4 van Kempi en in 2018 op het album met dezelfde titel als de eerdere mixtape van Kempi. Een remixversie met Josylvio en Sevn Alias werd in 2017 als single uitgebracht.

## Achtergrond
Cocaina is geschreven door Jerreley Slijger en Stacey Walroud en geproduceerd door Esko. Het is een nummer uit het genre nederhop. In het lied wordt er gerapt over de drug cocaïne. De originele versie van het lied was een van de meest populaire nummers van de mixtape. In augustus 2017, drie maanden nadat het origineel was uitgebracht, werd de remixversie uitgebracht. Bij deze versie zijn ook Joost Theo Sylvio Yussef Abdelgalil Dowib en Sevaio Mook liedschrijvers. De remixversie heeft in Nederland de platinastatus.
Op de remixversie was het de eerste keer dat alle vier artiesten tegelijkertijd te horen waren. Wel werd er onderling al samengewerkt. Zo waren Kempi, Sevn Alias en Josylvio alle drie al te horen Money like we en Mami is a ridah. Met Sevn Alias had Kempi daarnaast ook nog de bescheiden hit Afeni shakur. Verder werkten de twee rappers na Cocaina op Swervin', Binnenkort en Zoveel pijn. Naast de eerdere twee nummer samen met Kempi, werkten Josylvio en Sevn Alias ook samen op onder meer Abu Dhabi en Meters. Na Cocaina herhaalden de twee de samenwerking onder meer succesvol op Voor alle soldiers, Alles of niets, Mag het ff lekker gaan, de remixversie van Paper zien en Hosselaar.

## Hitnoteringen
De artiesten hadden succes met het de remixversie van het lied in de hitlijsten van Nederland. Het piekte op de negende plaats van de Nederlandse Single Top 100 en stond veertien weken in deze hitlijst. De Nederlandse Top 40 werd niet bereikt; het kwam hier tot de tweede plaats van de Tipparade.